# El Mundo
El Mundo è un quotidiano spagnolo fondato il 23 ottobre del 1989 da Alfonso de Salas, Pedro J. Ramírez, Balbino Fraga e Juan González, con sede a Madrid.
È un quotidiano nazionale, di tendenza liberale e moderata, che pubblica diverse edizioni locali, fra queste: Andalusia, Valencia, Castiglia-La Mancia, Castiglia e León, Isole Baleari e Bilbao.

## Storia
Il quotidiano è di proprietà dal 1992 del gruppo italiano RCS MediaGroup, che possiede la maggior quota di capitale della società editrice Unidad Editorial.
Nel 2004 ha venduto oltre 300 000 copie giornaliere in Spagna, superato solo da El País (470.000).
El Mundo è stato essenziale nella scoperta di vari scandali. Uno di questi fu la malversazione del comandante della Guardia Civil Luis Roldán, e il direttore del Banco de España Mariano Rubio, che fu accusato di negoziare con informazioni privilegiate ed evasione fiscale. El Mundo ha inoltre scoperto le connessioni fra i terroristi dei Grupos Antiterroristas de Liberación (GAL) e l'amministrazione socialista di Felipe González, una serie di notizie che contribuirono alla caduta del PSOE nelle elezioni del 1996.
Il suo sito internet è il più visitato fra quelli di tutti i mezzi di comunicazione europei in lingua spagnola.
In ogni prima pagina, compare un aforisma di un personaggio famoso.

## Linea editoriale
El Mundo è attualmente un quotidiano di orientamento tendenzialmente liberal-conservatore, vicino alle posizioni del centrodestra del Partito Popolare. Si è però opposto alla seconda guerra del Golfo a cui la Spagna ha brevemente preso parte, e ha accolto con favore l'introduzione del matrimonio tra persone dello stesso sesso.

## Direttori dal 2014
- Pedro J. Ramirez (fino al 2014)
- Casimiro Garcia-Abadillo
- David Jimenez
- Pedro García Cuartango (maggio 2016 - maggio 2017)
- Francisco Rosell (giugno 2017 - in carica)